# Тишмеуак (муниципалитет)
Тишме́уак (исп. Tixméhuac) — муниципалитет в Мексике, штат Юкатан, с административным центром в одноимённом городе. Численность населения, по данным переписи 2010 года, составила 4746 человек.

## Общие сведения
Название Tixméhuac происходит от самоназвания проживавших здесь индейцев майя — xmehuac.
Площадь муниципалитета равна 230 км², что составляет 0,58 % от площади штата, а наивысшая точка — 30 метров над уровнем моря, расположена в поселении Сан-Хосе-Бальче.
Он граничит с другими муниципалитетами Юкатана: на севере с Кантамаеком, на востоке с Чаксинкином, на юге с Цукакабом, и на западе с Текашем.

## Учреждение и состав
Муниципалитет был образован в 1900 году, в его состав входит 19 населённых пунктов, самые крупные из которых:
| Код INEGI                  | Населённый пункт                                                                   | Численность населения (2005 год) | Численность населения (2010 год) |
| -------------------------- | ---------------------------------------------------------------------------------- | -------------------------------- | -------------------------------- |
| 094                        | Всего                                                                              | 4329                             | 4746                             |
| 0001                       | Тишмеуак (исп. Tixméhuac) 20°14′07″ с. ш. 89°06′30″ з. д. (административный центр) | 2189                             | 2392                             |
| 0015                       | Сабакче (исп. Sabacché) 20°18′55″ с. ш. 89°01′39″ з. д.                            | 572                              | 636                              |
| 0005                       | Чикан (исп. Chicán) 20°20′17″ с. ш. 89°09′29″ з. д.                                | 567                              | 624                              |
| 0010                       | Кимбила (исп. Kimbilá) 20°17′45″ с. ш. 89°05′05″ з. д.                             | 510                              | 617                              |
| 0023                       | Сисбик (исп. Sisbic) 20°17′13″ с. ш. 89°04′07″ з. д.                               | 172                              | 171                              |
| 0008                       | Цутох (исп. Dzutoh) 20°15′42″ с. ш. 89°03′45″ з. д.                                | 116                              | 132                              |
| 0025                       | Шкохиль (исп. Xcohil) 20°17′38″ с. ш. 89°02′10″ з. д.                              | 47                               | 69                               |
| —                          | Прочие                                                                             | 156                              | 105                              |
| Названия на карте Генштаба |                                                                                    |                                  |                                  |

## Экономика
По статистическим данным 2000 года, работоспособное население занято по секторам экономики в следующих пропорциях:
- сельское хозяйство и скотоводство — 62 %;
- производство и строительство — 24 %;
- торговля, сферы услуг и туризма — 12,9 %;
- безработные — 1,1 %.

## Инфраструктура
По статистическим данным 2010 года, инфраструктура развита следующим образом:
- протяжённость дорог: 75,2 км;
- электрификация: 94,6 %;
- водоснабжение: 98,9 %;
- водоотведение: 46,7 %.

## Достопримечательности
В муниципалитете можно посетить различные достопримечательности:
Архитектурные: церковь Архангела Михаила, построенная в XVIII веке.
Археологические: древние поселения цивилизации майя — Чукуб, Кимбила, Моциль и Нокас.

## Фотографии

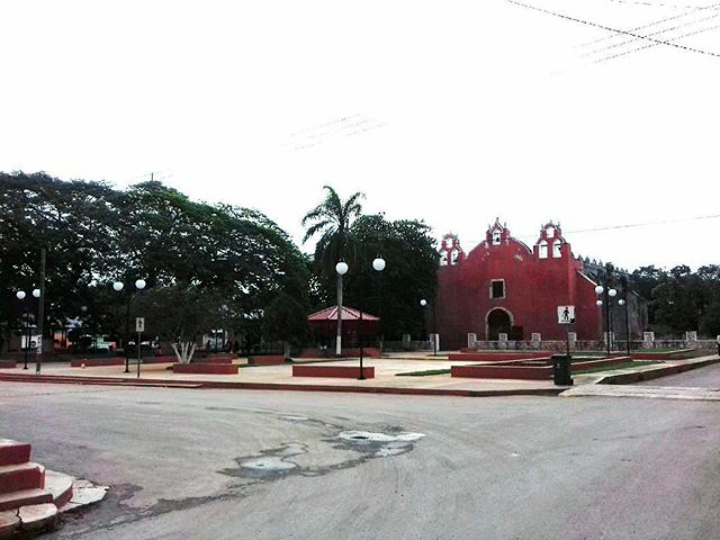
Центр Тишмеуака
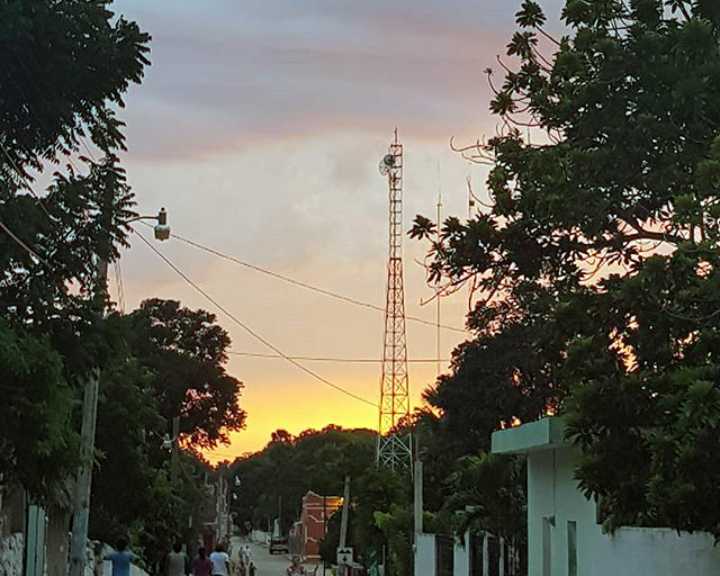
Центральная улица города